# گویش کاکاوابرد
گویش کاکاوابرد (ارمنی: Կաքավաբերդի բարբառ) یکی از گویش‌های زبان ارمنی می‌باشد که در روستاهای واهروار، گودمنیس کوریس، ارمنستان و آگاراک (روستا)، سیونیک بدان صحبت می‌شود. نباید با شهر آگاراک اشتباه گرفته شود.